# بی‌خوابی خانوادگی مرگ‌آور
بی‌خوابی خانوادگی مرگ‌آور (انگلیسی: Fatal familial insomnia) یا بی‌خوابی کُشندهٔ خانوادگی یک بیماری بسیار نادر ارثی است که نحوهٔ توارثش به‌صورت «اتوزومال غالب» است. این بیماری از جملهٔ انسفالوپاتی‌های اسفنجی شکل پریونی مغز انسان است که به‌دلیلِ جهش در ژنِ تولیدکنندهٔ پروتئین PrPC ایجاد می‌شود؛ اما گاهی نیز به‌طور ناگهانی در افرادی که فرمِ جهش‌یافتهٔ غیر ارثی آن را دارند به وجود می‌آید که به آن «بی‌خوابی مرگ‌آور تک‌گیر» (sFI) می‌گویند.
این بیماری درمان ندارد و طی آن، فرد به‌طور پیشرونده‌ای دچار بی‌خوابی شده و به‌دنبالِ آن مبتلا به توهم، روان‌آشفتگی، اختلال در سطحِ هوشیاری و آگاهی (مشابه آنچه در زوال عقل دیده می‌شود) و سرانجام مرگ می‌گردد.
مدت زمانِ متوسط زنده‌ماندن و بقای فرد از زمان آغاز علائم بیماری، ۱۸ ماه است.
پروتئین معیوبی که موجب این بیماری می‌شود و PrPSc نام دارد در حدود ۴۰ خانواده در سرتاسر جهان کشف شده و در حدود ۱۰۰ نفر را مبتلا کرده‌است. اگر تنها یکی از والدین، دارای ژن معیوب باشند، ۵۰ درصد احتمال دارد که فرزندشان دچار این بیماری شود. از آنجایی که میانگین ظهور علائم در حدودِ سنین میانسالگی است، در نتیجه بسیار حائز اهمیت است که افرادِ مشکوک به داشتنِ این ژن، پیش از بچه‌دار شدن، آزمایش‌های لازمِ غربالگری ژنتیکی را انجام دهند.
نخستین نمونهٔ گزارش‌شده از این بیماری، به یک مرد ایتالیایی بازمی‌گردد که در سال ۱۷۶۵ میلادی بر اثر آن در ونیز درگذشت.
تا سال ۲۰۱۷ میلادی، هیچگونه درمان قطعی برای این بیماری وجود ندارد. ژن‌درمانی هم تاکنون نتیجه‌ای در برنداشته‌است. قرص‌های خواب و باربیتورات‌ها نه تنها اثر سودمندی ندارند، بلکه در ۷۴٪ موارد موجب تشدید علائم و تسریع سیر بیماری شده‌است. تنها، درمان علامتی بیماری می‌تواند در بهبود کیفیت زندگی این بیماران مؤثر باشد.

## مراحل بیماری
این بیماری چهار مرحله دارد:
1. فرد دچار بی‌خوابی پیشرونده می‌شود که به‌تدریج بدتر می‌شود. این بی‌خوابی، عوارضی همچون وحشت‌زدگی، پارانویا و هراس را در پی دارد. این مرحله ۴ ماه طول می‌کشد.
2. در مرحلهِ دوم، توهم و حملات وحشت‌زدگی تشدید می‌شود. این مرحله ۵ ماه طول می‌کشد.
3. در مرحلهٔ سوم، فرد به‌طور کامل توانایی خوابیدن را از دست می‌دهد و به‌تدریج، دچار کاهش وزن بدن می‌شود. این مرحله حدود ۳ ماه است.
4. در مرحلهٔ آخر فرد ظرف ۶ ماه، دچار زوال عقل شده و توانایی تکلم را به‌طور کامل از دست می‌دهد. سرانجام مرگ فرا می‌رسد.

سایر علائم بیماری شامل مردمک‌تنگی، یائسگی ناگهانی (در زنان) و اختلال نعوظ (در مردان)، سفتی گردن، فشار خون بالا و تپش قلب است. یبوست هم علامت شایعی است. با پیشرفت بیماری، فرد دچار یک حالت «توهم پیشاخواب دائمی» می‌شود و فرد دست و پاهایش را به‌گونه‌ای تکان می‌دهد که گویی خواب می‌بیند.